# Імран Ніязі
Імран Ніязі (урду عمران نیازی, нар. 17 листопада 1986) — пакистанський футболіст, який грав на позиції півзахисника. Відомий за виступами у клубі ВАПДА, а також у складі національної збірної Пакистану.

## Клубна кар'єра
Імран Ніязі розпочав виступи на футбольних полях у складі клубу «Афган Чаман» у 2003 році. У 2004 році футболіст перейшов до складу клубу ВАПДА, у складі якого тричі ставав чемпіонат Пакистану. У складі команди Ніязі грав до 2014 року, після чого завершив виступи на футбольних полях.

## Виступи за збірну
У 2003 році Імран Ніязі грав у складі збірної Пакистану віком гравців до 20 років. У 2004—2007 футболіст грав у складі молодіжної збірної Пакистану, у складі якої став переможцем Південноазійських ігор 2004 року. У 2006 році футболіст у складі олімпійської збірної брав участь у футбольному турнірі Азійських ігор. З 2005 до 2011 року Ніязі грав у складі національної збірної Пакистану, у складі першої збірної провів 15 матчів, у яких забитими м'ячами не відзначився.